# フォスター港
フォスター港（ふぉすたーこう）またはフォスター湾（ふぉすたーわん）は南極大陸のサウス・シェトランド諸島デセプション島にある大きな湾である。

## 地名
この港は1820年頃には捕鯨者や海賊に知られ、初めはイギリスのウィリアム・スミス船長にちなんでウィリアムズ港と呼ばれた。その数年後、イギリス海軍のヘンリー・フォスター（Henry Foster）が軍艦HMS Chanticleer号艦長として1828年から1829年に遠征すると、フォスター湾と改称された。

## 解説
島の中心にあるカルデラは巨大な火山噴火の跡をとどめ、噴火後の大規模な洪水により直径7-10キロメートルの盆地とフォスター湾ができた。島の起源は第四紀の火山で海抜850メートルである。南東海岸に幅およそ150メートルの狭い開口部があり〈海神のふいご〉（英語でネプチューン・ベローズ）と呼ばれ、港と外洋を結ぶ。南極の暴風を完全に遮断するこの湾は、重要な自然の良港である。火山の影響で温泉水が混じる湾内の海水温は外海よりも高く、また温泉では70℃近い温度を記録する。 

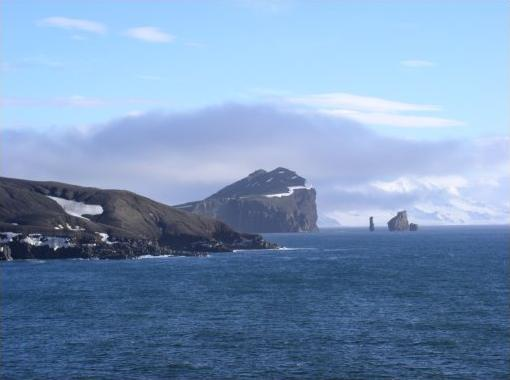
〈海神のふいご〉（ネプチューン・ベローズ）を抜けてフォスター港へ入る。

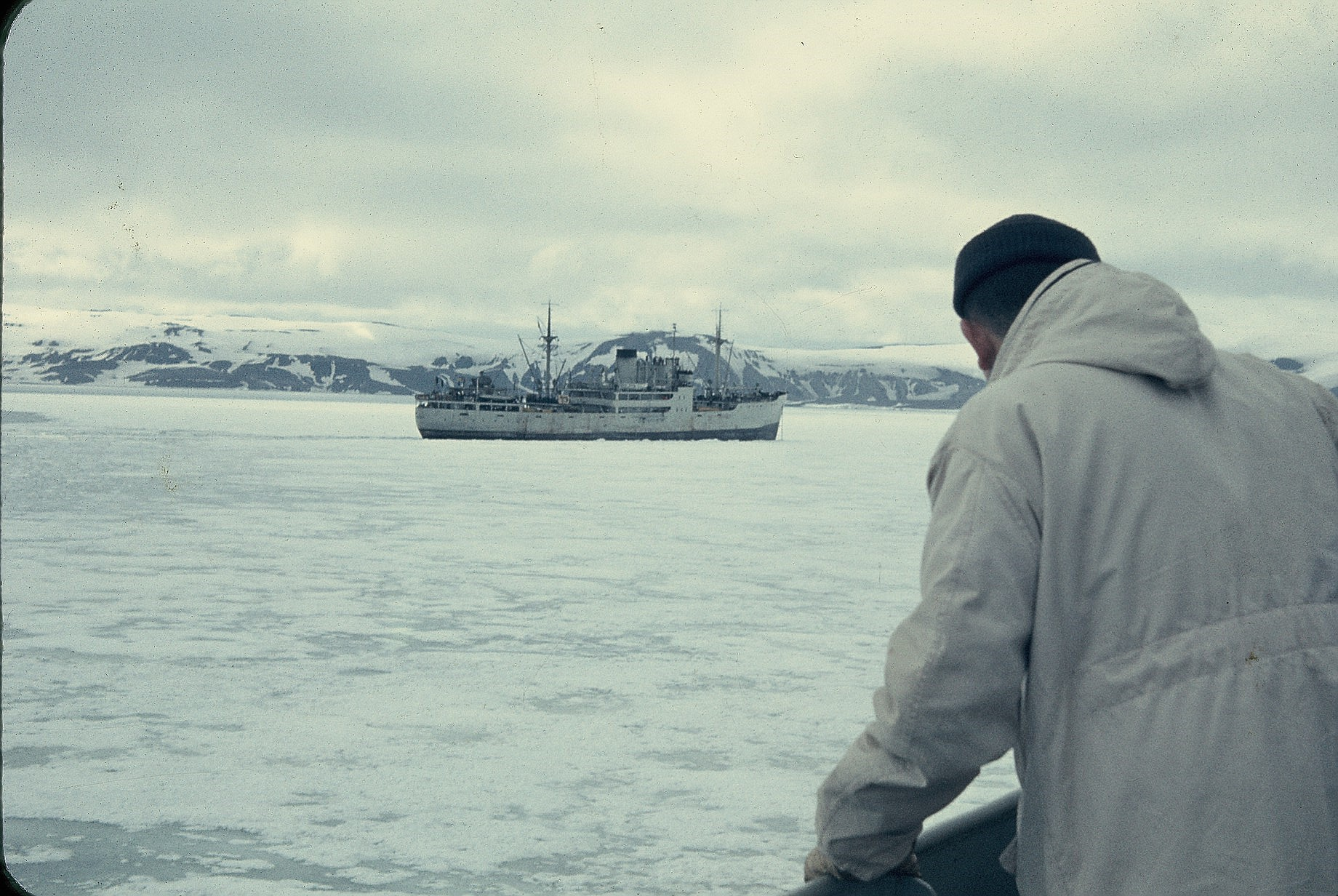
フォスター港（1957年）

火山活動で海底がかく乱されるため、底生生物は生態学的に非常に興味深い層をなす。チリの提案と承認を受け、1987年に2地域を南極特別保護地域（ASPA＝Antarctic Specially Protected Area）第145号に登録した。

## 領有権の主張
アルゼンチンは南極大陸部としてティエラ・デル・フエゴ州、南極大陸の領有権を主張する。チリは南極コミューンのうち、チリ領南極のマガジャネス・イ・デ・ラ・アンタルティカ・チレーナ州を領有、イギリスの主張では同地域を自国領に属するという。これら3国は南極条約に署名している。